# Sied van Riel
Sied Van Riel (Majeed van Riel) es un DJ y productor originario de Róterdam. Actualmente reside en Spijkenisse, Países Bajos. Ingresó en la escena en el año 2006 con la producción de su primer tema, Fearless, y al año siguiente firmó con el sello Spinnin Records. También tiene un programa de radio quincenal llamado Rielistic que se transmite en Afterhours.fm cada segundo y cuarto lunes de cada mes. 

## Producción
Sied Van Riel ha lanzado una compilación de mezclas, Riel Time, incluyendo numerosas pistas y remixes.

## En escena
Cuando no está en el estudio trabajando en nuevas mezclas, Sied Van Riel mantiene una agenda extensa de giras internacionales. Ha actuado en clubs de todo el mundo y ha asistido como DJ a varios festivales y eventos, incluyendo Trance Energy, Godskitchen, Ámsterdam Dance Event, Gatecrasher y crema en Amnesia. Formó parte de los tres eventos del episodio 400 del programa A State Of Trance. Al final de 2008 ganó el premio «Best New Face» de los Trance Awards 2008. Sied apoya al proyecto Dance4life, tanto que se convirtió en uno de sus embajadores.

## Ranking en DJ Mag
En octubre de 2009, se revisaron, como todos los años, los resultados de diferentes encuestas para determinar quiénes eran los mejores DJs. En la encuesta Addict Trance, Sied Van Riel ocupó el puesto número 41, saltando 40 puntos respecto al año anterior. En el famoso DJ Mag Top 100, Sied entró por primera vez al ranking Top 100 en el puesto número 85.

## Discografía

### Singles
- 2006 Fearless (Subtraxx Digital)
- 2006 My Dreams (Expedition Music)
- 2007 Changing Places (Liquid Recordings)
- 2007 Sigh (Liquid Recordings)
- 2008 Dirty Volum (A State Of Trance) / as Simadith Project along with Marius Andresen & Dimitri de Wit
- 2008 Closer To You (2 Play Records)
- 2008 Contrasts (2 Play Records)
- 2008 Malibeer (Liquid Recordings)
- 2008 With The Flame In The Pipe (Liquid Recordings)
- 2008 Minimal Symphony (Liquid Recordings)
- 2008 One / Two (Liquid Recordings)
- 2008 Riel People (405 Recordings)
- 2008 Riel People Know (Captive)
- 2008 Rush (Black Hole Recordings)
- 2008 What You Want (Liquid Recordings)
- 2008 You Are My Dreams (Liquid Recordings)
- 2009 Mongoosed (Liquid Recordings)
- 2009 Sunrise (Black Hole Recordings)
- 2009 All Rise (Spinnin Records)
- 2010 All I Need / 12 Hz (Liquid Recordings)
- 2010 Crossroads (Liquid Recordings)
- 2010 Radiator (Oxygen Recording)
- 2011 Mentalism (Reset Recordings)
- 2011 Stealing Time ft Nicole McKenna (Spinnin Records)
- 2011 Bubble Blower (Spinnin Records)

### Remixes
- 2006 Corydalics - Along Overmind (Subtraxx Digital)
- 2006 Airbase - Sinister (First Second Records)
- 2007 Jonas Steur - Level Up (Black Hole Recordings)
- 2007 Robert Gitelman & Michael Tsukerman - Memories Of The Future (Adjusted Music)
- 2007 Adam White - Never Tell What You Think (Emalodic)
- 2007 Miika Kuisma - One Step Behind The Mankind (Subtraxx Digital)
- 2007 Misja vs Jazper - Project: Project (Adjusted Music)
- 2007 B.E.N. vs Digital Nature Feat. Brandon A. Godfrey - Save Me God (Total Digital Recordings)
- 2007 Amex - Spirals (Real Music Recordings)
- 2007 Leon Bolier - Summer Night Confessions (2 Play Records)
- 2008 Destination X - Dangerous (Lyon Echo)
- 2008 Claudia Cazacu - Elite (Couture)
- 2008 Offer Nissim Feat. Maya - For Your Love (Star 69 Records)
- 2008 Ashley Wallbridge Feat. Meighan Nealon - I Believe (Lyon Echo)
- 2008 Jose Amnesia Feat. Jennifer Rene - Invincible (Armind)
- 2008 Glenn Frantz - Melbourne (Deep End)
- 2008 Trebbiano - Mulberry Harbour (Black Hole Recordings)
- 2008 Alex M.O.R.P.H. - Walk The Edge (High Contrast Recordings)
- 2008 Artic Quest Feat. Anita Kelsey - Your Smile (Doorn)
- 2008 Blank & Jones - Where You Belong (Soundcolours)
- 2009 Armin van Buuren Feat. Jennifer Rene - Fine Without You (Armind)
- 2009 Store N Forward - Hello World (Afterglow Records)
- 2009 Carl B - How Things Could Have Been (Intuition Recordings)
- 2009 Cosmic Gate Feat. Emma Hewitt - Not Enough Time (Black Hole Recordings)
- 2009 Sean Tyas - I Remember Now (Future Sounds of Egypt Recordings)
- 2009 Ferry Corsten - Shanti (Flashover Recordings)
- 2009 Jesse Voorn - 4 Music 4 Life (Kingdom Kome Cuts)
- 2009 Richard Durand -  Silver Key (Magik Muzik)

### Álbumes recopilatorios
- 2009: In Riel Time[10]